# Жаїлсон Сікейра
Жаїлсон Маркес Сікейра (порт. Jailson Marques Siqueira; нар. 7 вересня 1995, Касапава-ду-Сул, Бразилія) — бразильський футболіст, опорний півзахисник іспанської «Сельти».

## Біографія
Жаїлсон — вихованець клубів «Гуарані» з Баже і «Греміо». У 2015 році він був включений в заявку на сезон останнього. У тому ж році для отримання ігрової практики Жаїлсон на правах оренди перейшов в «Шапекоенсе». 19 березня в поєдинку Кубка Бразилії проти «Інтерпорто» він дебютував за новий клуб. По закінченні оренди Жаїлсон повернувся в «Греміо».
11 червня 2016 року в матчі проти «Флуміненсе» він дебютував в бразильській Серії А. 16 червня в поєдинку проти свого колишнього клубу «Шапекоенсе» Жаїлсон забив свій перший гол за «Греміо». У тому ж році він допоміг клубу завоювати Кубок Бразилії. У 2017 році разом з «Греміо» завоював Кубок Лібертадорес.

## Досягнення
Командні
 «Греміо»
- Володар Кубка Бразилії: 2016
- Володар Кубка Лібертадорес: 2017
- Переможець Рекопи Південної Америки: 2018
- Переможець Ліги Гаушу: 2018

 «Палмейрас»
- Переможець Ліги Пауліста: 2022
- Переможець Рекопи Південної Америки: 2022
- Володар Суперкубка Бразилії: 2023